# Prvenstvo Anglije 1960
Prvenstvo Anglije 1960 v tenisu.

## Moški posamično
Neale Fraser :  Rod Laver, 6-4, 3-6, 9-7, 7-5

## Ženske posamično
Maria Bueno :  Sandra Reynolds, 8-6, 6-0

## Moške dvojice
Rafael Osuna /  Dennis Ralston :  Mike Davies /  Bobby Wilson, 7–5, 6–3, 10–8

## Ženske dvojice
Maria Bueno /  Darlene Hard :  Sandra Reynolds /  Renee Schuurman Haygarth, 6–4, 6–0

## Mešane dvojice
Darlene Hard  /  Rod Laver :  Maria Bueno /  Robert Howe, 13–11, 3–6, 8–6